# Щайнкирк (битка)
Битката при Щайнкирк е сражение от Деветгодишната война, състояло се в Испанска Нидерландия (днес Белгия) на 3 август 1692 г. между френската армия, командвана от херцог дьо Люксамбур и обединените англичани и холандци, начело с крал Уилям III.

## Ход на битката
От началото на войната французите имат надмощие в Нидерландия, благодарение на уменията на Люксанбур. На 5 юни, след 36-дневна обсада, французите превземат ключовата крепост Намюр и си отварят път към Брюксел. Това принуждава Уилям да действа, за да предпази града. Със самочувствие от последната си победа в Ирландия (битката при Бойн), той придвижва армията си бързо през целия 2 август, търсейки французите. На сутринта на следващия ден изненадата е постигната: неговият 15-хиляден авангард напада спящия лагер на Люксамбур при градчета Щайнкирк (Стеенкерке), загиват много французи. Позициите на Люксамбур обаче са силни и той спокойно организира силите си за съпротива. Ключова роля изиграват швейцарските наемници, които задържат осем английски полка, начело с Хю Макей с цената на живота си. В това време пристигат останалите френски войски и в кървава битка със стрелба отблизо и атака на щик облъскват англичаните с тежки загуби. Битката продължава часове наред, докато следобед съюзническата армия отстъпва в безпорядък.

## Последици
Уилям изгубва 8000 души, половината от които англичани, включително генерал Макей. Впоследствие съюзниците се раздират от взаимни обвинения. Англичаните държат отговорен германския контингент за големите загуби, задето не се е притекъл навреме на помощ. Французите – несъмнените победители – не се възползват от успеха си, тъй като за тях е достатъчно да осигурят властта си в Намюр. Битката остава без решаващо значение, а на следващата година е последвана от друго важно сражение – при Неервинден.